# Liste der Gefängnisse in Sierra Leone
Die ist eine Liste aller Gefängnisse in Sierra Leone.
Alle Gefängnisse und Jugenderziehungseinrichtungen werden vom Sierra Leone Correctional Service (ehemals Sierra Leone Prisons Service) unter dem Dach des Innenministeriums verwaltet. 
Die Umstände in den Gefängnisse gelten als extrem schlecht und lebensbedrohlich. Es mangelt an Platz, Nahrungsmitteln, Sanitäranlagen und der gesundheitlichen Versorgung. 2020 kamen 3808 Strafgefangene auf eine Kapazität von 2375 Haftplätzen.

## Liste
1. Zentralgefängnis Freetown (Pademba Road), Freetown
2. Frauengefängnis Freetown (beim Sondergerichtshof für Sierra Leone), Freetown[2]
3. Waterloo Ölpalmen-Plantage, Waterloo
4. Masanki-Gefängnis, Masanki
5. Moyamba-Gefängnis, Moyamba
6. Bo-Gefängnis, Bo
7. Bonthe-Gefängnis, Bonthe; von 2003 bis 2009 durch den  Sondergerichtshof für Sierra Leone als Untersuchungshaftanstalt genutzt
8. Pujehun-Gefängnis, Pujehun
9. Makeni-Gefängnis, Makeni
10. Port Loko-Gefängnis, Port Loko
11. Kambia-Gefängnis, Kambia
12. Kabala-Gefängnis, Kabala
13. Magburaka-Gefängnis, Magburaka
14. Mafanta-Gefängnis, Magburaka
15. Kenema-Gefängnis, Kenema
16. Kono-Gefängnis, Koidu
17. Kailahun-Gefängnis, Kailahun
18. Jugenderziehungsanstalt I, Freetown
19. Jugenderziehungsanstalt II, Freetown
20. Jugenderziehungsanstalt III, Bo[3]